# Dicranota megalops
Dicranota (Polyangaeus) megalops là một loài ruồi trong họ Pediciidae. Chúng phân bố ở vùng sinh thái Nearctic.